# Lionel Mpasi
Lionel Mpasi-Nzau (Meaux, 1 de agosto de 1994) é um futebolista congolês nascido na França que atua como goleiro. Atualmente defende o Rodez.

## Carreira
Revelado pelo US Torcy, Mpasi também jogou nas categorias de base do Paris Saint-Germain e chegou a atuar em 2 jogos do time B, na temporada 2011–12. Ele ainda defendeu o time reserva do Toulouse por 4 anos antes de se mudar para o Rodez em 2016. A estreia do goleiro em nível profissional foi contra o Le Mans, pela Ligue 2, em fevereiro de 2020.
Em dezembro de 2021, Mpasi foi alvo de ofensas racistas de torcedores do Toulouse, sua antiga equipe. O TFC foi penalizado com a perda de um ponto. Chegou a perder a titularidade ao final da temporada após uma série de falhas, mas voltou ao gol do RAF após uma atuação destacada na partida contra o Guingamp.

## Carreira internacional
Nascido em Meaux e com parentes da República Democrática do Congo, Mpasi obteve a cidadania francesa em agosto de 2000, depois que seu pai se naturalizou. Representou as seleções de base da França entre 2010 e 2011.
Em 2021, optou em representar a Seleção da República Democrática do Congo em partidas oficiais após um pedido do atacante Cédric Bakambu. A estreia do goleiro com a camisa dos Leopardos foi em um amistoso contra o Bahrein, em fevereiro de 2022.
Foi convocado para a Copa das Nações Africanas de 2023, tendo atuado nas 6 partidas da equipe na competição. A campanha congolesa foi encerrada na semifinal contra a anfitriã Costa do Marfim, que venceu por 1 a 0 após Sébastien Haller bater mal na bola, que pegou efeito e encobriu Mpasi.

## Títulos
Rodez
- Championnat National: 2018–19
- Championnat National 2: 2016–17